# Hertogdom Anhalt-Bernburg
Het hertogdom Anhalt-Bernburg (Duits: Herzogtum Anhalt-Bernburg) was een Duitse staat die bestond van 1806 tot 1863. Het land was achtereenvolgens lid van de Rijnbond en de Duitse Bond. De hoofdstad van het hertogdom was Bernburg, maar het hof was gevestigd in Ballenstedt.
Anhalt-Bernburg bestond uit een aantal niet met elkaar verbonden landsdelen. De kern van het land lag rond de hoofdstad Bernburg en Plötzkau. Het meest westelijke deel lag in het oosten van de Harz met de residentiestad Ballenstedt en Harzgerode, Gernrode en Hoym. Daarnaast behoorde ook het amt Coswig ten oosten van de Elbe tot Anhalt-Bernburg.
In 1806 verhief keizer Frans II het Vorstendom Anhalt-Bernburg tot hertogdom. Het was een van de laatste beslissingen van de keizer voordat hij aftrad en het Heilige Roomse Rijk ontbond. In 1807 trad de hertog samen met Anhalt-Dessau en Anhalt-Köthen toe tot de door Napoleon beheerste Rijnbond. Na de nederlaag van Napoleon in 1813 sloot het land zich aan bij de geallieerden en in 1815 werd het lid van de Duitse Bond. Als gevolg van opstanden tijdens de Revoluties van 1848 kreeg Anhalt-Bernburg een liberale grondwet en een parlement. In 1863 stierf hertogshuis uit met de kinderloze dood van Alexander Karel. Zijn erfgenaam was Leopold IV Frederik van Anhalt-Dessau, die daarmee heel Anhalt tot een land verenigde.

## Economie

### Landbouw
De landbouw was een van de belangrijkste sectoren van de Anhalt-Bernburgse economie. De bodem van het Unterherzogtum rond Bernburg was zeer vruchtbaar en werd vooral gebruikt voor de teelt van suikerbieten. Hier lagen ook de grotere landgoederen. In het Oberherzgtum werden Aardappels en rogge verbouwd. Het drieslagstelsel was nog zeer wijdverbreid in het hertogdom. Naast akkerbouw was ook de veeteelt van belang: in 1821 bedroeg de omvang van de veestapel 3613 paarden, 12.815 runderen en 88.076 schapen.

### Mijnbouw en industrie
Het Oberherzogtum was een rijk mijnbouwgebied waar verschillende metalen, mineralen en grondstoffen gewonnen werden, waaronder zilver, lood, zwavel, vitriool, gips, leisteen, steenkool en zandsteen. In het Harzgebergte werd ijzererts gedolven. In het gebied rond Bernburg werd bruinkool gewonnen.
Anhalt-Bernburg een was aan het begin van de 19e eeuw een grotendeels agrarische samenleving, met nauwelijks industrie. Goederen voor de lokale markt werden door de bevolking thuis geproduceerd. Daarnaast waren in de Harz een aantal ijzersmelterijen gevestigd. De ijzergieterij in Mägdesprung was tot ver buiten Anhalt beroemd om de productie van gietijzeren sierornamenten.
In de loop van de tijd verspreidde de industriële revolutie zich echter ook in Anhalt. In Bernburg werden voor 1822 een Faiencefabriek en een papiermolen gevestigd en in het dal van de Selke werd een kruitmolen geopend. In de exclave Großmühlingen werd in 1835 een suikerfabriek geopend. In 1844 vestigde zich een de eerste producent van machines in de hoofdstad Bernburg, terwijl in Friedrichshöhe bij Güntersberge een Glasfabriek geopend werd.

## Hertogen
- 1806 - 1834: Alexius Frederik Christiaan
- 1834 - 1863: Alexander Karel

## Regeringsleiders

### Regeringspresidenten (1810-1848)
- 1810 - 1827: Johann Vollrath Ludwig, Freiherr von Salmuth
- 1827 - 1831: Wilhelm Ernst Karl (von) Pfau
- 1831 - 1848: Friederich Wilhelm August (von) Kersten

### Staatsministers (1848-1863)
- 1849 - 1850: Heinrich von Krosigk
- 1850 - 1852: Johann Victor Andreas von Hempel
- 1852 - 1863: Maximilian Theodor von Schätzell